# ألكايد

بنية راتينج ألكيد مثالي مشتق من الجلسرين وأنهيدريد الفثاليك.

الألكايد هو راتنج بوليستر تم تعديله بإضافة الأحماض الدهنية ومكونات أخرى. يصنع الألكايد من البوليولات والأحماض العضوية والتي تشمل الأحماض ثنائية الكربوكسيل، وأنهيدريدات حمض الكربوكسيل، وزيوت الدهون الثلاثية. مصطلح الألكيد هو تعديل للاسم الأصلي "ألسيد"، مما يعكس حقيقة أنها مشتقة من الكحول والأحماض العضوية. تعطي الأحماض الدهنية الداخلة في تكوين الألكايد مرونة تجعله يستخدم في صناعة الطلاءات المرنة.
تستخدم الألكيدات في صناعة الدهانات والورنيش وفي قوالب الصب، وهي المادة الراتنجية أو المادة الرابطة السائدة في معظم الطلاءات الزيتية التجارية. يبلغ الإنتاج السنوي من راتنجات الألكيد حوالي 200 ألف طن. كانت الألكيدات الأولية عبارة عن مركبات من الجلسرين وحمض الفثاليك تباع تحت اسم جليبتال. وقد تم بيعها كبدائل لراتنجات الكوبال ذات اللون الداكن، وبالتالي تم إنشاء ورنيش الألكيد الذي كان أكثر شحوبًا في اللون. مما وضع الأساس لتطوير الألكيدات المعروفة اليوم.

## التصنيع
يدخل في تحضير راتينجات الألكايد ثلاث مركبات رئيسية هي الحمض ثنائي القاعدة والكحولات عديدة الهيدروكسيل والزيت، بالإضافة إلي العوامل المحفزة. تحضر راتينجات الألكايد بطريقتين: الطريقة الكحولية والطريقة الحمضية.
- الطريقة الكحولية: تسمي هذه الطريقة أيضا بطريقة أحادي الجليسرين لأن الزيوت (ثلاثي الجليسريد) يتحول أولاً إلى أحادي الجليسريد بإضافة الجليسرين إلي الزيت وتتم هذه العملية عند 270 درجة مئوية في وجود عامل محفز مناسب مثل الليثارج أو هيدروكسيد الليثيوم أو خلات الرصاص وهي العوامل المساعدة شائعة الاستخدام. ومن أبسط الطرق لتتبع هذا التفاعل هي تتبع ذوبانية المنتج في الكحولات (الكحول الإيثيلي) فالزيوت لا تذوب في الكحول بينما يذوب أحادي الجليسريد ويدل ذوبان المنتج النهائي في الكحول بسهولة إلي تكوين أحادي الجليسريد ويتم هذا التفاعل في زمن قدره 45-120 دقيقة حسب درجة الحرارة ونوع العامل الحفاز ونوع الزيت. بعد تمام هذه الخطوة يضاف الحمض ثنائي القاعدة (ويفضل أنهيدريد الحمض) ويمكن تتبع التفاعل عن طريق قياس درجة لزوجة المنتج والرقم الحمضي حتي الوصول إلي الرقم المطلوب في المواصفات المعمول بها في تحضير راتينجات الألكايد وعند هذه النقطة يبرد المنتج لأيقاف التفاعل عند هذه الدرجة. بهذا يكون الراتينج جاهز للاستخدام ويخفف بعد ذلك بالمذيبات حسب درجة الصلادة المطلوبة.
- الطريقة الحمضية: يمكن الإستنتاج بأن هذه العملية تبدأ بأحماض الزيوت الحرة وليس بالزيوت كما سبق في الطريقة الأولى وفي هذه الطريقة تضاف جميع المواد دفعة واحدة من أحماض دهنية (الناتجة من تحلل الزيوت) وكحول عديد الهيدروكسيل وحمض ثنائي القاعدة في جهاز التفاعل ويسخن الخليط، وعند درجة حرارة 200 درجة مئوية أو أكثر تبدأ عملية الأسترة. ويمكن تتبع التفاعل باللزوجة أو رقم الحموضة كما في الطريقة الأولى.

وبصفة عامة يضاف كمية زائدة من الكحول في كلا الطريقتين وتكون الزيادة في حدود 10-20% والمغالاة في زيادة الكحول تعطي منتجاً ضعيف المقاومة للماء أما الهدف من الكحول فهو تحسين صفات الألكايد لتبليل حبيبات المخضبات وتسهيل التحضير.
وأيضا لتحضير راتينجات ألكايد ذات ألوان جيدة تصلح للبويات البيضاء بصفة خاصة فيجب تحضير راتينجات الألكايد بمعزل عن الهواء أو تحت جو خامل من غاز ثاني أكسيد الكربون أو غاز النيتروجين وذلك لمنع الأكسدة التي قد تحدث عند درجة الحرارة العالية وتسبب اسوداد لون الراتينج من جهة وتقلل من قيمة الراتينج من جهة أخرى وإمرار الغاز الخامل له ميزة أخرى وهي أنه يأخذ معه بخار الماء الناتج أثناء التفاعل ولكن العيب الوحيد الذي يجب الاحتياط له هو أنه يحمل معه بعض أنهيدريد حمض الفثاليك الذي يتسامي وللتخلص من هذا العيب يضاف قليل من الزيلول (4-6%) إلي مخلوط التفاعل بعد مرحلة تكوين أحادي الجليسريد ولأن درجة الحرارة المستخدمة مرتفعة فإن الزيلول يتطاير مع الماء فيجمع بخاره وينفصل عن الماء ويعاد استخدامه.
بعمل مقارنة بسيطة بين الطريقتين يمكن إستخلاص مايلي:
- تتم الطريقة الثانية في عملية واحدة.
- منتج الطريقة الأولى أرخص لأن الزيت أرخص من الحمض الحر.
- لون راتينجات الألكايد من الطريقة الأولى أحسن.